# Pholidoptera pontica
Pholidoptera pontica är en insektsart som först beskrevs av Retowski 1888.  Pholidoptera pontica ingår i släktet Pholidoptera och familjen vårtbitare.

## Underarter
Arten delas in i följande underarter:
- P. p. pontica
- P. p. ailensis